# Bikoum
Bikoum est un village du Cameroun situé dans la région du Centre, le département du Nyong-et-Mfoumou et la commune d'Endom.

## Population
En 1961, Bikoum comptait 281 habitants, principalement des Mbida-Mbani. Lors du recensement de 2005, on y dénombrait 303 personnes.